# Barbie în pantofii roz de balerină
Barbie în pantofii roz de balerină (în Engleza Barbie in the Pink Shoes) este un film de animație din 2013 produs de Mattel și regizat de Owen Hurley.
În România, filmul este difuzat pe canalul Minimax.

## Voci
- Kelly Sheridan - Kristyn

- Katie Crown - Hailey

- Ali Lebert - 
  - Tara
  - Hannah

- Brett Dier - 
  - Dillon
  - Prințul Siegfried

- Tabitha St. Germain - Madame Natasha

- Bill Mondy - Rothbart

- Lori Triolo - Madame Katerina